# Hermann Ahlwardt
Hermann Ahlwardt (født 21. december 1846 i Krien nær Anklam, død 16. april 1914 i Leipzig) var en tysk antisemit. 
Ahlwardt blev 1881 rektor ved en kommuneskole i Berlin, og optrådte tidlig som ivrig agitator imod jøderne, såvel i skrift som tale. Han fik 1893 afsked fra sit embede, men var 1892—1903 
medlem af den tyske rigsdag. I 1892 dømtes han til 5 måneders fængsel for et hadefuldt og løgnagtigt angreb på den jødiske fabrikant Ludwig Loewe, som han beskyldte for at have bedraget staten ved en levering af slette våben (Judenflinten). Til sidst vakte hans voldsomme færd og uvederhæftige påstande så megen uvilje, at han blev udstødt af sit eget parti. Et af hans skrifter bærer navnet: Der Verzweiflungskampf der arischen Völker mit dem Judenthum (1890).